# Jean-Rony Leriche
Pour les articles homonymes, voir Leriche.
Jean-Rony Leriche, né le 3 mars 1983 à Baie-Mahault en Guadeloupe, est un chef cuisinier et pâtissier français spécialisé dans la gastronomie antillaise.

## Biographie

### Enfance
Aîné d'une fratrie de trois enfants, Jean-Rony Leriche a deux soeurs. Il grandit dans un quartier défavorisé de Baie-Mahault, entouré de parents haïtiens.

### Formation
Dès l'obtention de son baccalauréat professionnel option chimie, Jean-Rony Leriche quitte la Guadeloupe pour Toulouse afin de poursuivre une licence en chimie (agroalimentaire) à l'Université Toulouse III Paul Sabatier. En parallèle, il poursuit une carrière de basketteur de haut niveau qu'il arrête en 2012.

### Parcours culinaire
En janvier 2014, il ouvre à Toulouse son premier restaurant, « Leriche de saveurs », en compagnie de son ami Hervé Turlepin,.
En 2018, Jean-Rony Leriche publie un livre, Ma cuisine antillaise, qui met en avant les terroirs d'Haïti, de Martinique et de Guadeloupe.
En 2021, il fait partie des douze lauréats annuels recevant la dotation Gault et Millau de 25 000 € pour les jeunes talents souhaitant ouvrir leur premier restaurant. Dans le même temps, il décide de fermer son restaurant toulousain afin de préparer l'ouverture d'un nouvel établissement à Paris.
En été 2023, il ouvre un restaurant rue Bray à Paris, à deux pas de Charles De Gaulle Etoile.
En juillet 2024, il démarre une collaboration avec Air Caraïbes qui propose de servir ses repas dans ses menus gourmets.

## Distinctions
- 2014 : Académie de l'art culinaire du monde créole (AACMC) avec le « Trophée Avenir 2014 »[9].

## Publications
- Jean-Rony Leriche, Ma cuisine antillaise, Éditions Brigitte Eveno, septembre 2018, 94 p. (ISBN 979-1-0946-0804-3)